# Mausolées de Tombouctou
Les mausolées de Tombouctou sont un ensemble de mausolées construits dans la ville de Tombouctou.

## Histoire

### Construction
La construction des mausolées de Tombouctou remonte à une période qui s’étend du XVIIe siècle au XVIIIe siècle. Ils sont le lieu principal de conservation des manuscrits de Tombouctou.

### Destruction et réaction internationale
Le 17 janvier 2012, la guerre du Mali débute initialement comme mouvement indépendantiste dans le cadre de la rébellion touarègue de 2012. Rapidement, ces derniers sont mis à mal par l'avancée, en parallèle, des islamistes radicaux du groupe Ansar Dine.
Le 28 juin 2012, l'UNESCO classe la ville au patrimoine mondial en péril après sa prise par des islamiques radicaux. Visiblement en représailles de cette décision, au moins une trentaine de membres armés d'Ansar Dine ont commencé à détruire les mausolées jugés impies de la ville (un sort similaire avait été réservé aux Bouddhas de Bâmiyân), devant une population non-armée déconcertée. Le 1er juillet, sept des seize mausolées érigés pour certains des 333 saints que compte la ville sont déjà détruits, malgré l'indignation internationale.
La procureur de la Cour pénale internationale (CPI), Fatou Bensouda qualifie les faits de « crime de guerre ».

### Reconstruction
À partir de janvier 2013, l'UNESCO lance des travaux pour la restauration des 14 mausolées grâce à l'aide logistique et sécuritaire de la Mission multidimensionnelle intégrée des Nations unies pour la stabilisation au Mali (MINUSMA) qui est la première opération de maintien de la paix de l'ONU à laquelle le Conseil de Sécurité a donné un mandat de sauvegarde du patrimoine culturel ,,,. En juillet 2015, les Nations unies et des responsables politiques maliens confirment que 8 d'entre eux sont déjà reconstruits.
En février 2016, une cérémonie de sacralisation a lieu pour célébrer la reconstruction des quatorze mausolées détruits par des jihadistes en 2012 et restaurés grâce au savoir-faire traditionnel des maçons de Tombouctou.